# NGC 885
NGC 885 je galaksija u zviježđu Kit.

## Vanjske poveznice
- SEDS: NGC 885